# 鬼頭白雨

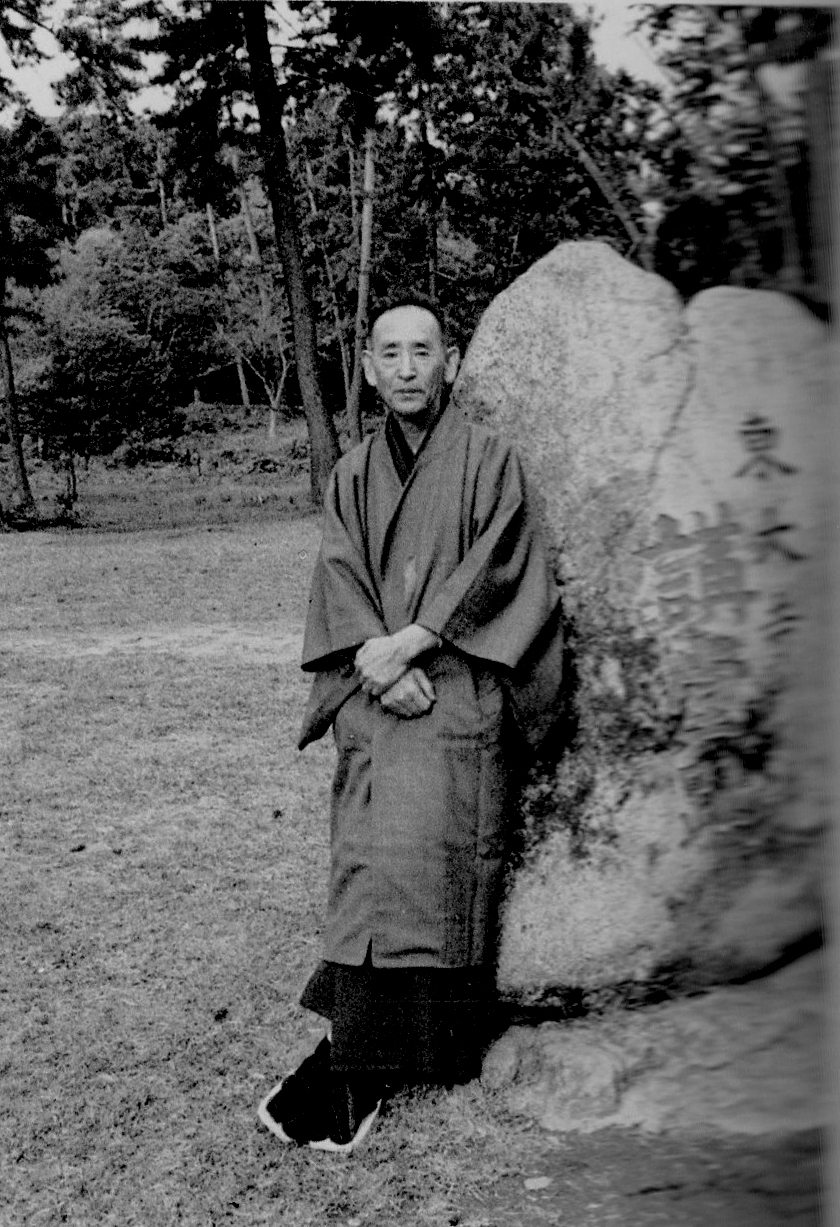
鬼頭白雨遺作集----参照

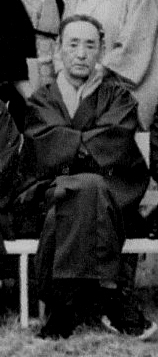
鬼頭白雨遺作集----参照

鬼頭 白雨（きとう はくう、1901年（明治34年）11月16日 - 1977年（昭和52年）10月4日） は、三重県津市出身の歌人。 

## 人物
- 1901年（明治34年）11月16日、三重県津市一身田町仲の町に生まれる。
- 1913年（大正2年）3月　津市立一身田小学校卒業
- 1913年（大正2年）4月　三重県立第一中学校（現三重県立津高等学校）入学。在学中には真宗勧学院の白駒白夢（一義）・永田白露（憲一）と親交をもつ。

短歌グループの歌誌「銀河」発刊。
その後に白駒の歌誌「ROVE」と合同し、「日輪」と改題して発刊したが
当局の圧力を受け創刊即終巻となった。
（伊勢平野　三重歌壇回顧録より）
「歌人稲森宗太郎」年譜によると、当時の一中（現　津高等学校）には伊賀出身の稲森宗太郎と同時代に鬼頭白雨も在学しており、中谷太郎、
岩津資雄、城多又兵衛、後藤義之進らがおり、一級下には寺崎浩、中谷悌吉。
また二級上には文学を志す中谷孝雄がいた。在学中には岩津資雄らと合同歌集「青白き薔薇」を発刊とあり、鬼頭白雨とも親交が深かったことが想像できる。
- 1917年（大正6年）3月　三重県立一中（現　津高等学校）卒業
- 1920年（大正9年） 三重短歌会出席
- 1923年（大正12年）8月　白駒らと「三重中央短歌会」を結成。三重中央短歌会と三重歌談会と合同歌会をもつ。
- 1924年（大正13年）「三重歌談会」第六回歌会出席。池山青穂、松本牧草、印田巨鳥、白駒白夢　。
- 1924年（大正13年）　　今枝秀子と結婚。
- 1926年（大正15年）
  - 4月　国民文学の漆原絮一郎が津中の教師として赴任。それより国民文学三重支部の歌会は盛んになる。
  - 4月　叔父奥田晴一の経営する奥田証券に就職。
- 1927年（昭和2年）4月　国民文学の松村英一と津市乙部で歌会を開催。
- 1932年（昭和7年）　奥田証券鈴鹿支店長として鈴鹿市神戸に転居。
- 1933年（昭和8年）　国民文学三重支部歌会。
- 1935年（昭和10年）1月　三重支部歌会。白子舞子館。漆原絮一郎、白駒白夢、池山青穂、他七名出席。
- 1938年（昭和13年）9月　妻秀子死去。
- 1939年（昭和14年） 小林千代子と結婚。
  - 6月　三重支部、森早稲穂七回忌追悼歌会。四天王寺　種穂軒。
  - 6月　三重支部歌会、森早稲穂七回忌追悼歌会。四天王寺　種穂軒。
- 1940年（昭和15年）5月　短歌雑誌　国民文学に「漆原絮一郎兄を悼む」掲載。
- 1941年（昭和16年）-1945年（昭和20年） 奥田証券が第二次大戦の企業合同にて廃業後、美術商「かやの舎」を営む。
- 1947年（昭和22年）　国民文学に短歌を投稿。
- 1966年（昭和41年）　教育長小林良雄の助力により鈴鹿市文化教室短歌講座を発足。
- 1968年（昭和43年）　国民文学三重支部「あかはに」入会。
- 1969年（昭和44年）　歌人　名古健也　追悼歌会。南勢町神津佐　法泉寺。
- 1973年（昭和48年）　青木郁夫、青木久佳と「鈴鹿歌人会」結成。第一号を発刊。
- 1976年（昭和51年）　鈴鹿市短歌講座解散後、任意グループが「鈴鹿嶺」として継続。また、同年中瀬病院に入院。
- 1977年（昭和52年）10月4日　肝硬変症のために永眠。享年七十六歳。神戸常盤町　涅槃山常楽寺に眠る。法名　督信院釋明教光暢信士
- 1979年（昭和54年）11月17日　常楽寺に歌碑建立。鬼頭白雨遺作集----参照
- 1980年（昭和55年）昭和萬葉集（巻一）（２１７）（昭和元年～五年の作品 ）講談社

鬼頭白雨は昭和初期中期に活躍しており、戦中戦後の混乱期のなかにあってその作品のほとんどが散逸し、師とともに活躍された歌人は既に鬼籍の人達とあって、講義の資料とすべく手がかりは乏しかった。結局は仙台市の窪田空穂記念館が所蔵していた国民文学に掲載された作品と、後半の鈴鹿市の短歌講座講師としての指導のなかにおいて作歌されたものを整理している間に、師の作品の瑞々しさにひかれ、是非とも歌集として後世に残したく〜青木 久佳(短歌)三重県第八回文化奨励賞　鬼頭白雨遺作集　歌と人短歌会 2005　より

## 国民文学
国民文学（こくみんぶんがく）は、日本の短歌雑誌。1914年（大正3年）、窪田空穂の責任編集で創刊。総合文芸誌としてスタートしたが、7号以降は窪田が主宰する十月会を中心とする会員誌になり、短歌雑誌となった。同人に、松村英一、半田良平、植松寿樹など。

## 家族・親族
- 従弟　奥田碩
- 従弟　奥田務
- 娘　　米川 みちこ（道子）